# 심 (성씨)
심(沈)은 한국의 성씨이다. 2015년 대한민국 통계청 인구조사에서 271,749명으로 조사되어 성씨 인구 32위이다. 본관은 청송(靑松), 풍산(豊山), 삼척(三陟), 부유(富有), 등 4본이다. 

## 청송 심씨
청송 심씨(靑松沈氏)의 시조 심홍부(沈洪孚)는 고려 충렬왕 때 문림랑으로 위위시승(衛尉寺丞)을 지냈다. 
그의 증손 심덕부(沈德符)가 고려 우왕 때 문하찬성사(門下贊成事)로서 청성부원군(靑城府院君)에 봉해졌고, 위화도 회군에 참여하여, 공양왕 때 문하시중(門下侍中)에 올라 청성군충의백(靑城郡忠義伯)에 봉해졌다. 조선이 개국되자 회군공신(回軍功臣) 1등에 추록되어 청성백(靑城伯)에 봉해졌으며 좌정승(左政丞)에 이르렀다.
심덕부의 다섯째 아들 심온(沈溫)은 세종의 국구(國舅)로서 청천부원군(靑川府院君)에 봉해지고 영의정에 올랐으며, 여섯째 심종(沈淙)은 조선 태조(太祖)의 부마로 청원군(靑原君)에 봉해졌다. 
심온(沈溫)의 둘째 아들 심회(沈澮)도 세조 때 영의정(領議政)을 역임하고 청송부원군(靑松府院君)에 봉해졌다. 심회(沈澮)의 증손인 심연원(沈連源)도 명종 때 영의정에 오르고 청천부원군(靑川府院君)에 봉해졌다. 
심연원(沈連源)의 아들 심강(沈鋼)도 명종의 국구(國舅)로서 청릉부원군(靑陵府院君)에 봉해졌다. 심강(沈鋼)의 손자 심열(沈悅)도 인조 때 영의정에 올랐다.
심열(沈悅)의 고손 심호(沈浩)도 경종의 국구(國舅)로서 청은부원군(靑恩府院君)에 봉해졌다. 
2015년 인구는 240,768명이다.

## 삼척 심씨
삼척 심씨(三陟沈氏) 시조 심적충(沈迪冲)은 고려 문종조에 과거에 급제하여 문림랑(文林郞)으로 군기시주부(軍器寺主簿)를 역임하였다고 한다.
그러나 중간 세보가 실전되어 심동로(沈東老)를 1세조로 한다. 중시조 심동로(沈東老)가 1342년(충혜왕 3) 생진과에 합격하였고, 1351년(충정왕 3) 지제고(知制誥) 우정언(右正言)을 지냈으며, 1361년(공민왕 10) 헌납(獻納)에 임명된 후 특지(特旨)로 봉선대부(奉善大夫) 중서사인(中書舍人)으로 활동하였지만 권신들의 전횡에 회의를 느껴 벼슬을 버리고 고향 삼척으로 돌아가자 공민왕이 이를 만류하며 노인이 동쪽으로 간다는 뜻의 동로(東老)라는 이름을 하사하였고, 진주군(眞珠君)으로 봉하였다. 초명은 심한(沈漢)이었다.
7세손 심준(沈濬)이 1489년(성종 20년) 문과에 급제한 후 예조정랑과 예문관 제학 등을 지냈다. 그의 아들 심언경(沈彦慶)은 좌찬성(左贊成)에 이르렀고, 심언광(沈彦光)은 이조판서(吏曹判書)에 이르렀다. 
2015년 인구는 17,034명이다.

## 풍산 심씨
풍산 심씨(豊山沈氏) 시조 심만승(沈滿升)은 중국 오흥(吳興) 출신으로 1110년(예종 5년)에 상선을 타고 고려에 동래하여 풍산현(豊山縣)에 정착하였고, 문장과 덕행이 뛰어나 1112년에 상서봉어, 1114년에 태자첨사부 첨사를 역임하였다고 한다. 9세손 심귀령(沈龜齡, 1350년 ~ 1413년)이 이방원을 도와 좌명공신(佐命功臣) 4등에 책록되었고 풍산군(豐山君)에 봉해졌다. 심귀령의 증손 심정(沈貞)이 1527년 좌의정에 올랐고, 심정의 손자 심수경(沈守慶)이 1590년(선조 23) 우의정에 올랐다. 개화산에 풍산 심씨 묘가 있다. 2015년 인구는 11,187명이다.

## 부유 심씨
부유 심씨(富有 沈氏)는 전라남도 순천시를 관향으로 한다. 시조(始祖) 심인립(沈仁立)은 고려조에 지금주사(知錦州事)를 지냈다. 
심인립의 아들 심효생(沈孝生)은 1383년(고려 우왕 9) 식년문과에 을과로 급제한 뒤, 조선의 개국을 도와 조선의 개국공신(開國功臣) 3등에 책록되었고, 딸이 조선 태조의 세자 이방석의 빈(嬪)이 되면서 예문관대제학에 이르렀으며, 부성군(富城君)에 봉해졌다. 
그러나, 태종 이방원이 일으킨 제1차 왕자의 난으로 정도전, 남은과 함께 숙청되었다.  
심효생의 아들 심도원(沈道源)은 1396년(태조 5) 식년문과에 급제한 뒤, 세종 때 호조판서에 이르렀다. 시호는 경숙(敬肅)이다.
심도원의 손자 심신(沈愼)은 1450년(문종 즉위년) 문과에 급제한 뒤 1456년(세조 2) 좌정언(左正言)·이조좌랑을 역임하였는데, 이 해에 단종복위운동에 가담하였다가 처형되었다. 정조 때 신원되고 복관되었다. 2000년 인구는 1,112명이다.

## 현대 인물

### 정치 · 관료
- 심재철 - 중학교 교사, MBC 기자, 국회의원, 한나라당 정책위의장 ㆍ 새누리당 최고위원 · 자유한국당 원내대표 · 미래통합당 대표 권한대행, 국회 윤리위원장 · 국회 예결위원장 · 국회 부의장
- 심대평 - 의정부시장, 대전광역시장, 국무총리실장, 청와대 행정수석, 충청남도지사, 국회의원, 자유선진당 대표, 지방자치발전위원장
- 심상정 - 국회의원, 정의당 대표, 국회 정치개혁특별위원장
- 심상우 - 국회의원, 민주정의당 총재(대통령) 비서실장
- 심명보 - 국회의원, 민주정의당 대변인 ㆍ 총재(대통령) 비서실장 ㆍ 사무총장
- 심재권 - 국회의원, 민주당 총재(대통령) 비서실장, 국회 외교통일위원장
- 심종석 - 초대 참의원, 초대 참의원 법제사법위원장, 민주공화당 중앙상임위원장
- 심정구 - 국회의원, 국회 재무위원장 ㆍ 국회 예결위원장, (주)선광 명예회장
- 심흥선 - 육군참모차장 · 육군사관학교 교장 · 육군 대장 · 합참의장, 공보부 장관, 총무처 장관
- 심의환 - 상공부 차관, 총무처 장관
- 심우영 - 경상북도지사, 청와대 행정수석, 총무처 장관
- 심상명 - 서울북부지검장 · 전주지검장 · 광주지검장 · 수원지검장 · 부산고검장 · 광주고검장 · 대한법률구조공단 이사장 · 법무부 장관
- 심명필 - 4대강 본부장
- 심창구 - 식약청장
- 심오택 - 국무총리 비서실장
- 심영섭 - 환경부 차관
- 심창유 - 문교부 차관
- 심보균 - 행정안전부 차관
- 심덕섭 - 국가보훈처 차장
- 심성택 - 춘천지검장 · 대전지검장 · 전주지검장
- 심재륜 - 밀양지청장 · 대검 감찰부장 · 대검 강력부장 · 대전지검장 · 광주지검장 · 인천지검장 · 대검 중수부장 · 대구고검장 · 무보직 고검장 · 부산고검장
- 심재철 - 대검 반부패강력부장 · 법무부 검찰국장 · 서울남부지검장
- 심우정 - 심대평의 장남, 법무부 기획조정실장 · 서울동부지검장
- 심상철 - 성남지원장 · 광주지방법원 원장 · 서울동부지방법원 원장 · 서울고등법원 원장
- 심의섭 - 광주지방법원 원장 · 수원지방법원 원장
- 심재홍 - 시흥시장, 의정부시장, 대전광역시장, 전라북도지사, 정무제1차관, 인천광역시장, 경기도지사
- 심완구 - 국회의원, 울산광역시장
- 심상대 - 평창군수, 춘천시장, 강원도지사
- 심재민 - 광양시장, 광주광역시장 권한 대행
- 심재덕 - 수원시장, 국회의원
- 심기섭 - 국회의원, 강릉시장
- 심헌구 - 춘천시장
- 심경섭 - 평창군수, 홍천군수, 횡성군수, 삼척시장, 원주시장
- 심영목 - 화천군수, 홍천군수, 양구군수, 철원군수
- 심성택 - 남원시장, 정읍시장
- 심춘택 - 아산시장, 공주시장
- 심의조 - 합천군수
- 심민 - 임실군수
- 심규언 - 동해시장
- 심재국 - 평창군수

### 경제
- 심현영 - 현대건설 사장 · 현대엔지니어링 회장
- 심옥진 - 현대건설 사장 · 한국플랜트엔지니어협회(한국플랜트정보기술협회) 회장
- 심이택 - 한진지리정보 사장 · 대한항공 부회장
- 심훈 - 한국은행 부총재 · 금융통화위원 · 부산은행 행장

### 사회 · 교육
- 심훈 - 농촌계몽 항일독립운동가, 본명 : 심대섭, 작가, 연기자, 영화배우, 연극감독, 영화감독
- 심재갑 - 대전시 교육감
- 심호섭 - 대한민국 의학의 아버지, 초대 서울대학교 의과대학 학장
- 심상철 - 한국과학기술원(KAIST, 카이스트) 원장
- 심종섭 - 산림청장, 전북대학교 총장, 대한민국 학술원 회장
- 심윤종 - 성균관대학교 총장, 새마을운동중앙회 회장
- 심화진 - 성신여자대학교 총장, 국립발레단 이사장
- 심태식 - 경희대학교 총장
- 심우엽 - 춘천교육대학교 총장
- 심봉근 - 동아대학교 총장
- 심상무 - 동의대학교 총장

## 문화
- [심성규]-조각가,화가,동화작가
- 심수관 - 일본 사쓰마자기[薩摩燒]의 종가(宗家)이자 시조인 심당길(沈當吉)의 후손으로 세계적인 도자기 명문가이다.
- 심훈 - 본명 : 심대섭, 작가, 연기자, 영화배우, 연극감독, 영화감독
- 심영 - 본명 : 심재설, 연기자, 영화배우
- 심형구 - 근대화가
- 심연옥 - 트로트 가수
- 심양홍 - 연기자, 영화배우, 방송인
- 심수봉 - 본명 : 심민경, 가수, 방송인
- 심형래 - 코미디언, 연기자, 영화배우, 가수, 영화감독, 영화제작자, 연극배우, 방송인
- 심혜진 - 본명 : 심상군, 영화배우, 연기자, 방송인
- 심신 - 가수, 연기자, 방송인
- 심은하 - 연기자, 영화배우
- 심현섭 - 개그맨, 방송인
- 심태윤 - 가수, 프로듀서, 예능인
- 심은진 - 가수, 연기자, 영화배우, 방송인
- 심형탁 - 연기자, 영화배우, 방송인
- 심지호 - 연기자, 영화배우, 예능인
- 심현보 - 가수, 작곡가, 작사가
- 심진화 - 개그맨, 방송인
- 심민 - 본명 : 심순민, 예능인
- 최강창민(심창민) - 가수, 배우, 예능인
- 심은경 - 연기자, 영화배우
- 심영순 - 요리연구가, 예능
- 심인섭-화가
- 심아영-연기자,연극배우

### 스포츠
- 심권호 - 레슬링 선수, 예능인
- 심석희 - 쇼트트랙 선수, 방송인
- 심재복 - 핸드볼 선수
- 심해인 - 핸드볼 선수
- 심의식 - 아이스하키 선수·감독
- 심재원 - 야구선수
- 심정수 - 야구선수
- 심재학 - 야구선수, 방송인
- 심성보 - 야구선수
- 심광호 - 야구선수
- 심창민 - 야구선수
- 심수창 - 야구선수, 방송인
- 심동섭 - 야구선수
- 심재민 - 야구선수
- 심우준 - 야구선수
- 심규범 - 야구선수
- 심재원 - 축구선수, 방송인
- 심상민 - 축구선수
- 심동운 - 축구선수
- 심우연 - 축구선수
- 심영성 - 축구선수
- 심서연 - 축구선수, 예능인
- 심성영 - 농구선수
- 심경섭 - 배구선수

## 같이 보기
- 한국의 성씨 목록